# Neivamyrmex falcifer
Neivamyrmex falcifer es una especie de hormiga guerrera del género Neivamyrmex, subfamilia Dorylinae. Esta especie fue descrita científicamente por Emery en 1900.